# Adrapsa titysusalis
Adrapsa titysusalis là một loài bướm đêm trong họ Noctuidae.